# Crazy (singel Williego Nelsona)
Crazy – ballada autorstwa Williego Nelsona, jeden z największych przebojów nagranych przez Patsy Cline, a w późniejszym czasie także przez samego Nelsona.
Nelson napisał ten utwór w 1961. Nie był jeszcze wówczas znany jako piosenkarz, ale był autorem szeregu hitów wykonanych przez innych artystów, a napisanych przez niego. Początkowo Wilson zaoferował tę piosenkę Billy'emu Walkerowi, ale kiedy temu nie spodobał się ten utwór, został on zaśpiewany przez wówczas dopiero zdobywającą sławę Patsy Cline. W jej wykonaniu piosenka dotarła na szczyt listy przebojów i stała się jednym z jej największych przebojów, a magazyn muzyczny Rolling Stone umieścił ją na 85. miejscu listy 500 utworów wszech czasów magazynu Rolling Stone (a VH1 umieściło ten utwór na 63. miejscu "100 najlepszych piosenek rock and rollowych).
Podmiotem lirycznym utworu jest osoba, która opowiada o swoim zauroczeniu z jej obecnym kochankiem:
crazy
for thinking that my love could hold you
I'm crazy for crying
I'm crazy for trying
I'm crazy for loving you
(Zwariowałam/Zwariowałam jeżeli mi się wydawało, że moja miłość może Cię przy mnie utrzymać/Zwariowałam, jeżeli nawet to próbowałam robić/Zwariowałam, że nawet próbowałam Cię kochać)
Według samego autora oryginalny tytuł utworu brzmiał "Stupid" (ang. głupek).
Utwór był wykonywany przez wielu artystów (płci obojga), śpiewali go między innymi Julio Iglesias, Kenny Rogers, kidneythieves, LeAnn Rimes i The Waifs.
Piosenkę też można usłyszeć w wielu filmach, a także w grze komputerowej Grand Theft Auto: San Andreas.
W lutym 2020 utwór ten (w wersji śpiewanej przez Patsy Cline) towarzyszył Tyson'owi Fury podczas wejścia do ringu na rewanżową walkę z Deontayem Wilderem. Tyson Fury został wówczas wniesiony na lektyce, ubrany w królewskie szaty. Crazy to ulubiona piosenka matki Fury'ego, Amber. Również ojciec pięściarza, John Fury często śpiewał ten utwór podczas podróży z rodziną. Mówi się, że wobec traumatycznego, wypełnionego awanturami rodziców dzieciństwa, to właśnie Crazy kojarzy się Tysonowi z nielicznymi momentami rodzinnej idylli.